# Astreopora ocellata
Astreopora ocellata är en korallart som beskrevs av Bernard 1896. Astreopora ocellata ingår i släktet Astreopora och familjen Acroporidae. IUCN kategoriserar arten globalt som livskraftig. Inga underarter finns listade i Catalogue of Life.